# Arabtec

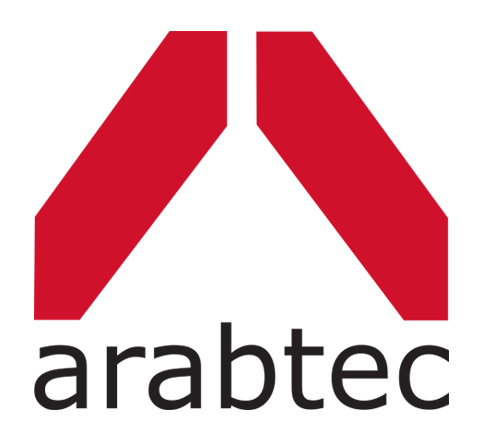
Logo firmy

Arabtec Construction L.L.C – największa firma budowlana na półwyspie arabskim według wartości rynkowej.
Arabtec zrealizowała szereg projektów budowlanych w tym:
- Burdż Chalifa (najwyższy budynek na świecie[potrzebny przypis])
- Burdż al-Arab (jeden z najwyższych hoteli na świecie[potrzebny przypis])
- Terminal 1 Portu lotniczego Dubaj
- pasażerski terminal Dubai World Central International Airport.

Głównymi projektami będącymi w trakcie realizacji są:
- Lakhta Center w Petersburgu – prace przy budowie fundamentów (najwyższy budynek w Europie z planowaną data zakończenia budowy w 2018 r. i wys. 462 m)[1]
- Dubai Sports City
- Cayan Tower w Dubaju (zwana również Infinity Tower).

Arabtec posiada umowy handlowe z wieloma różnymi koncernami na całym świecie, w tym Saudi Binladin Group i Raheja Developers z Indii.